# BMW i4
A BMW i4 (modellkód: G26) egy akkumulátoros elektromos autótípus, amelyet a BMW 2021 óta gyárt. Ötajtós liftback karosszériára épül, és négyajtós kupéként forgalmazzák. A kezdeti koncepcióváltozat, a BMW i Vision Dynamics a 2017-es Frankfurti Autószalonon debütált. Ez az ötödik BMW i márkamodell, és számos változatban, különböző teljesítményszinten értékesítik, beleértve a BMW motorsport részlegének első akkumulátoros elektromos változatát is. A sorozatgyártású verziót 2021 márciusában mutatták be, és 2021 novemberétől árusítják.
A müncheni gyárban mintegy 200 millió eurós beruházást hajtottak végre a 2021-es sorozatgyártás előkészítéseként, mivel a G26 BMW i4 ugyanazon a futószalagon készül, mint a belsőégésű motoros és plug-in hibrid autók. Míg a karosszériaműhely meglévő gyártóberendezéseinek 90%-át beépítették az i4 gyártási folyamatába, számos új rendszerre volt szükség, főként a padlószerkezethez és a hátsó szerkezethez, mivel az elektromos hajtás és a nagyfeszültségű akkumulátor különbözik hagyományos architektúráktól. Az üzem 2020 nyarán hat hétre bezárt, hogy a karosszériaműhelyben és az összeszerelő területen több mint 1000 robotot alakítsanak át, hogy előkészítsék az i4-esek összeszerelésére. Az elektromos motort Dingolfingban szerelik össze. Az i4-et teljesen gyártásra készen 2021 márciusában mutatták be, három hónappal a tervezettnél korábban, és 2021 novemberében került forgalomba.
200 000 km használat alatt szerint a BMW i4 eDrive40 átlagosan 45 százalékkal alacsonyabb globális felmelegedési potenciállal rendelkezik, mint egy hasonló dízel G20 3 vagy G22 4 sorozatú modellé. Ezen túlmenően a BMW fokozta ellátási láncának fenntarthatóságát, és növelte az újrahasznosított anyagok felhasználását az i4-hez, így 18 százalékkal csökkentette a gyártáskor keletkező üvegházhatású gázkibocsátást.

## Műszaki adatok

### Karosszéria és alváz

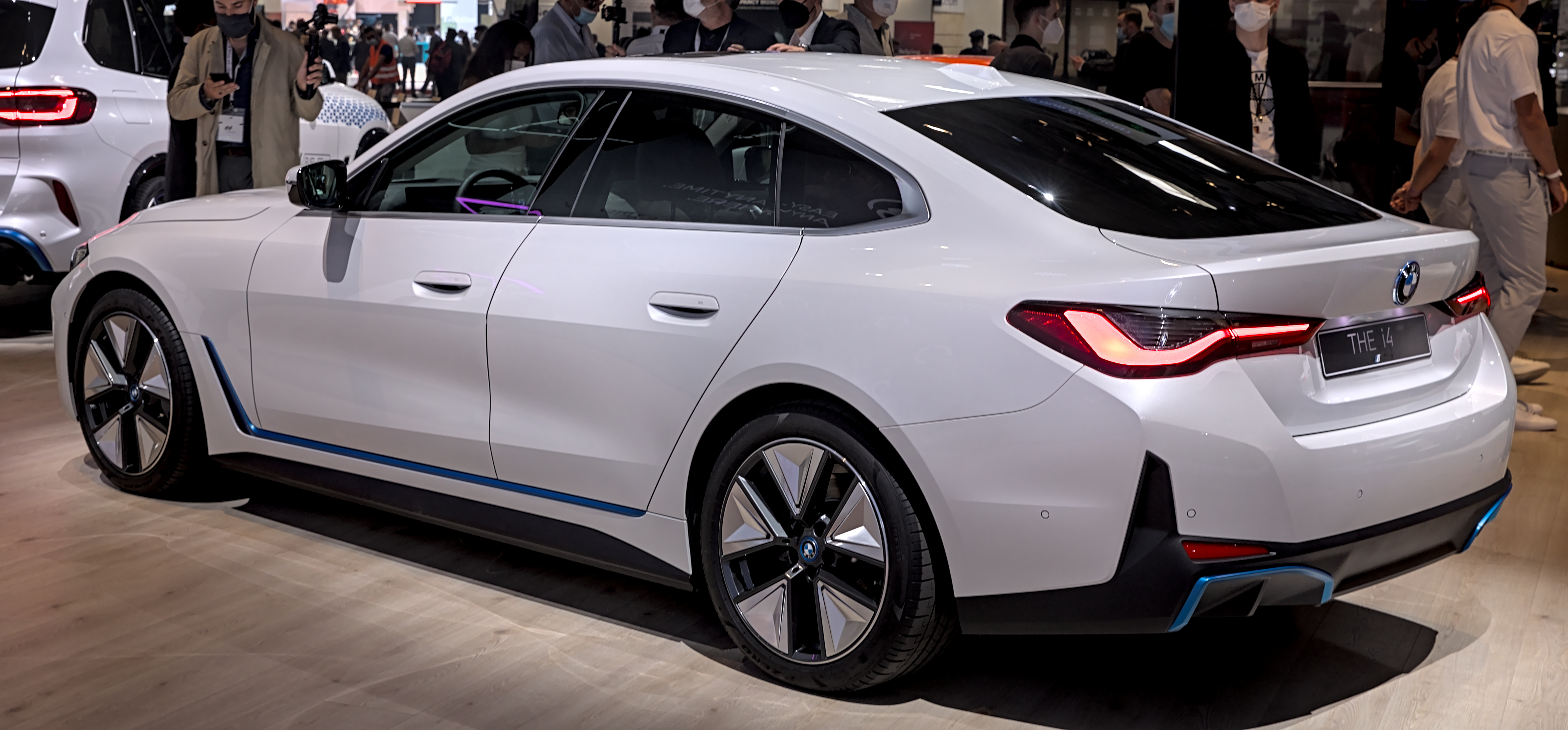
Hátulnézetből

A gyártási modell a moduláris CLAR platformon alapul, hogy alacsonyan tartsa a költségeket és a mennyiségi termelést. Ugyanakkor a leírás szerint akkumulátoros G20 3-as sorozat, a modell a G26 4-es Gran Coupé karosszériakialakítását használja. Az i4-ben alapfelszereltségként MacPherson rugós rugós felfüggesztés és hátsó légrugózású többlengőkaros hátsó felfüggesztés található (az M50 adaptív M lengéscsillapítókkal egészül ki). Csillapítási rendszere van, amelyet arra terveztek, hogy csökkentsék a „karosszéria süllyedő mozgásait” gyorsítás vagy fékezés közben, és egy „működtetőszerkezettel kapcsolatos kerékcsúszás-korlátozó” rendszerrel rendelkezik a tapadás és a stabilitás jobb növelése érdekében.
Az i4 szinte teljesen lapos alvázzal rendelkezik, így az eDrive40 esetében 0,24-es, az M50-nél pedig 0,25-ös a légellenállási együttható. A G20 3-as sorozathoz képest 26 milliméterrel szélesebb az első nyomtáv és 13 milliméterrel szélesebb hátsó nyomtáv. Az akkumulátorcsomag alacsony padlózatának köszönhetően a jobb mozgékonyság érdekében az M50 súlypontja 34 milliméterrel alacsonyabb, mint a G20 3 sorozat és 53 milliméterrel alacsonyabb az eDrive40-ben. A rács alján található aktív légterelő vezérlés tíz fokozatban állítható, így a hajtásrendszer, az akkumulátor, a fékek és a klímarendszer pontos mennyiségben juthat hűtőlevegőhöz. Az eDrive40 súlyeloszlása 45:55, míg az M50 esetében 48:52.

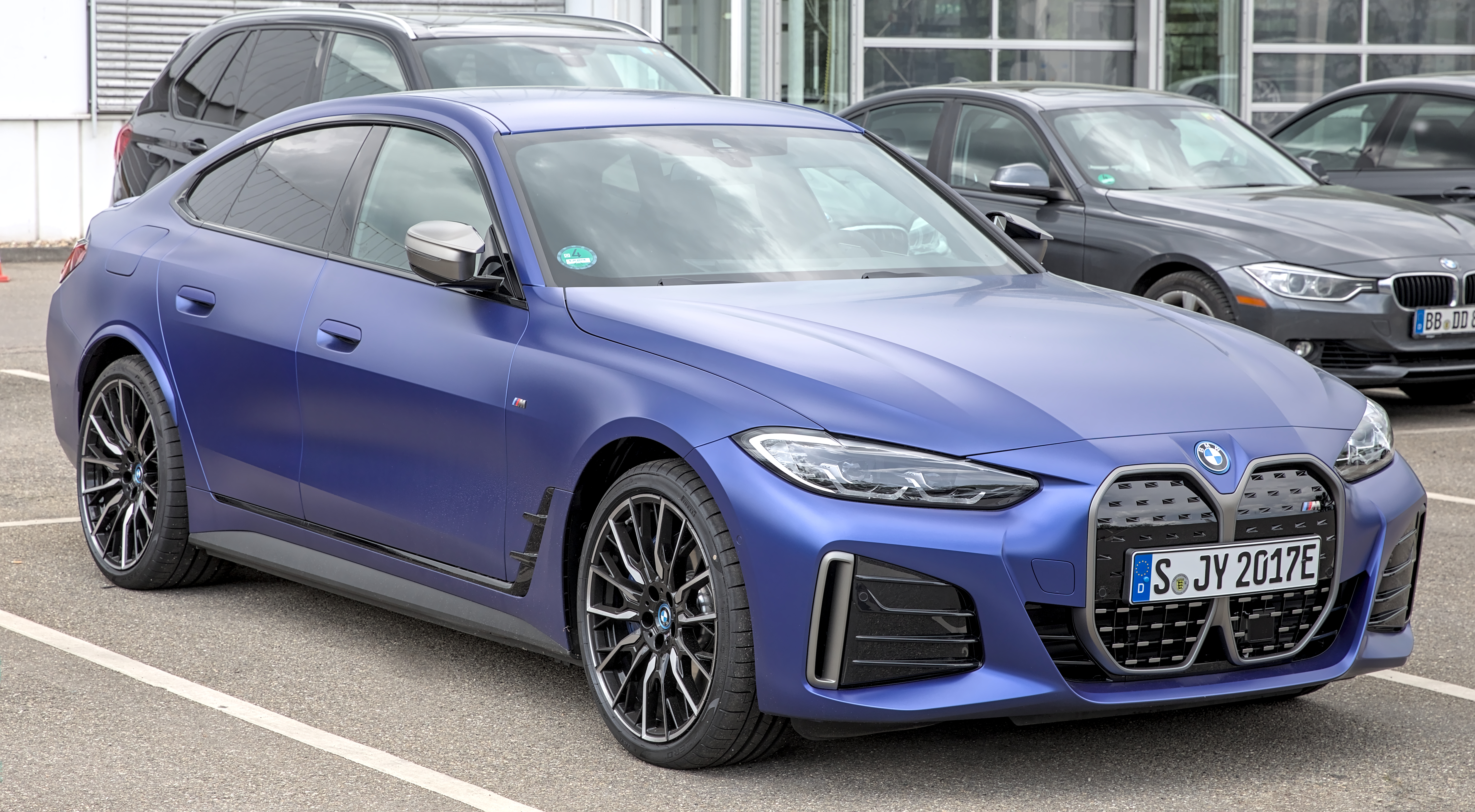
Elölnézetből
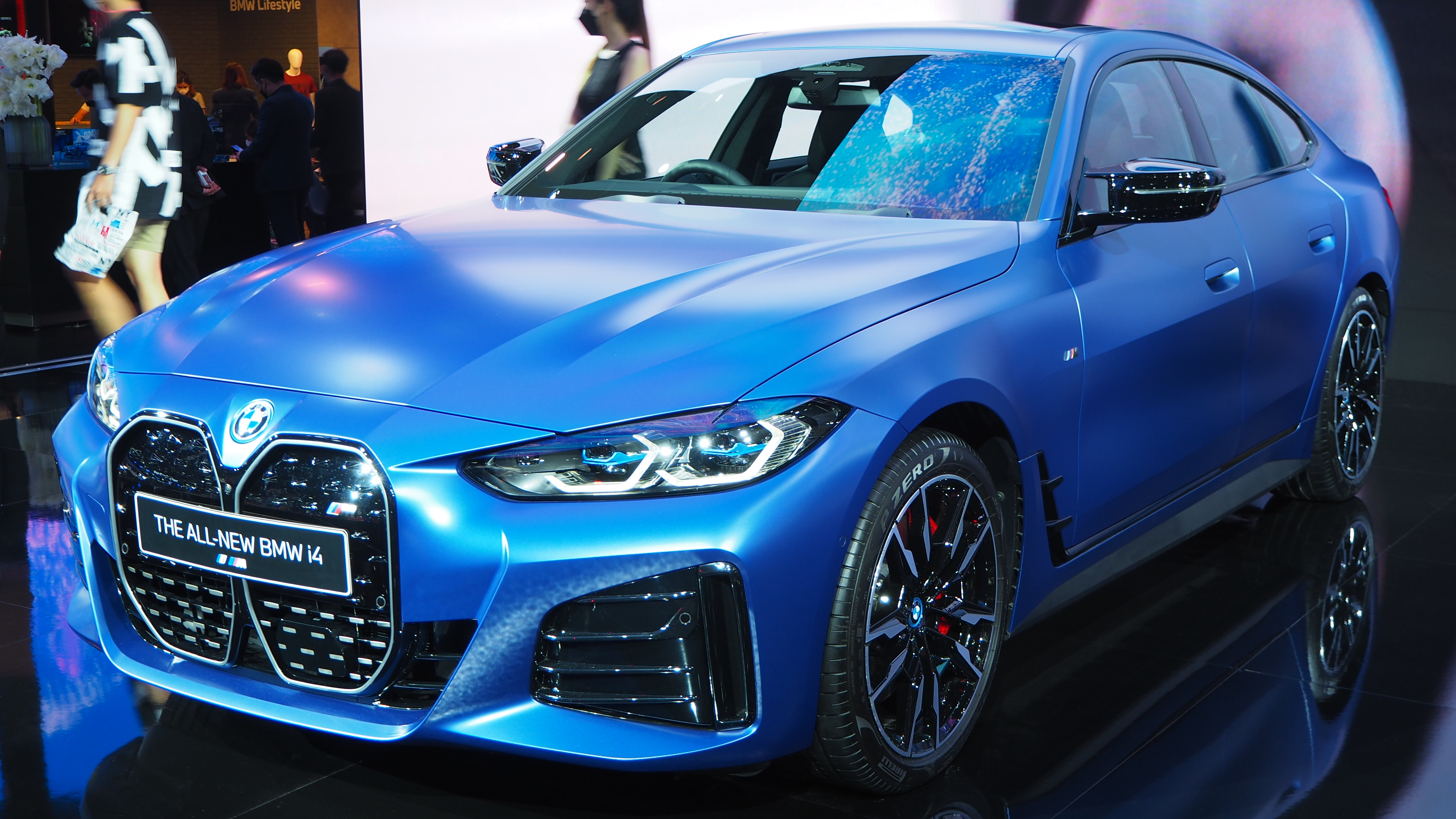
Elölnézetből
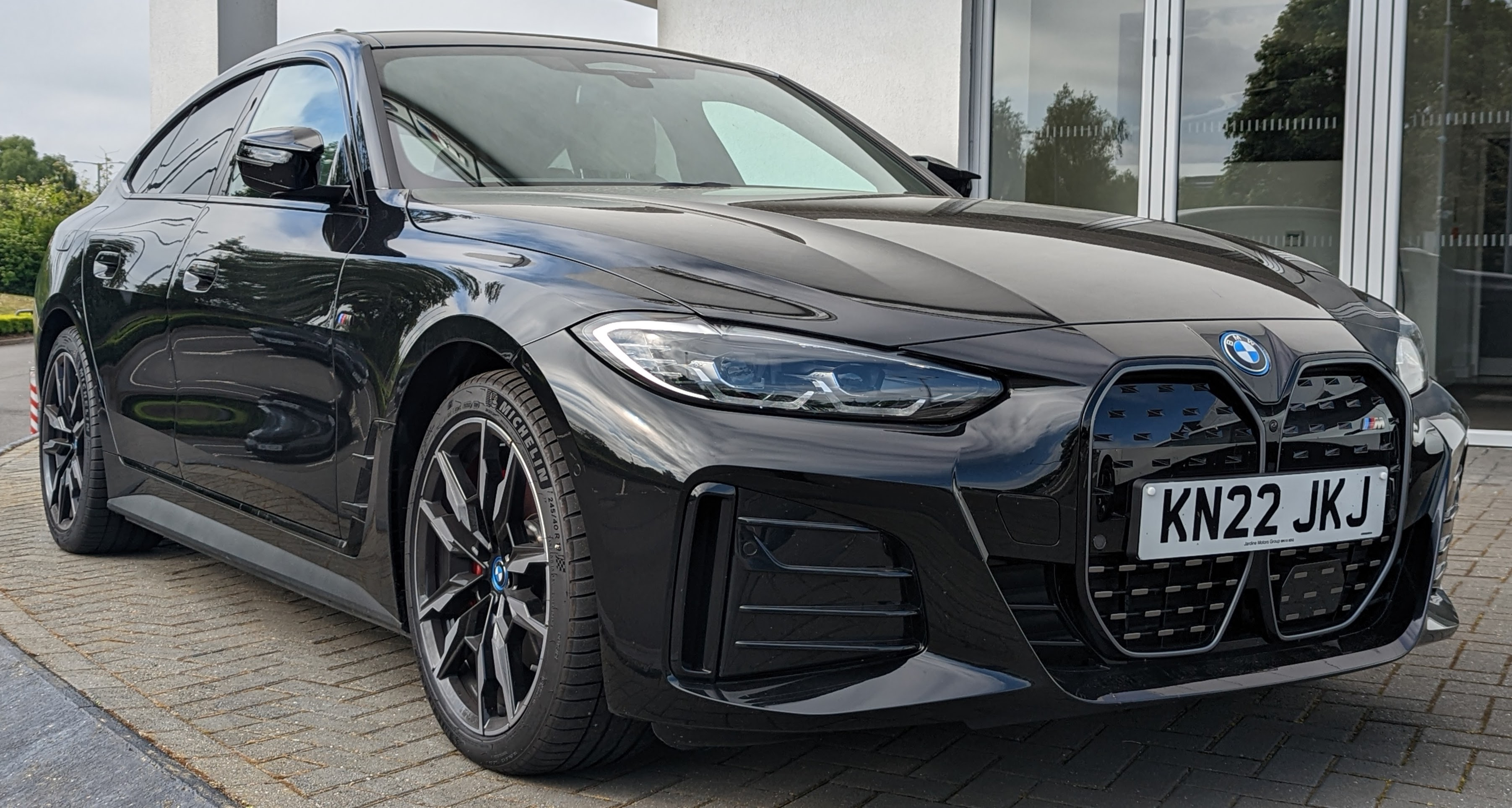
Elölnézetből
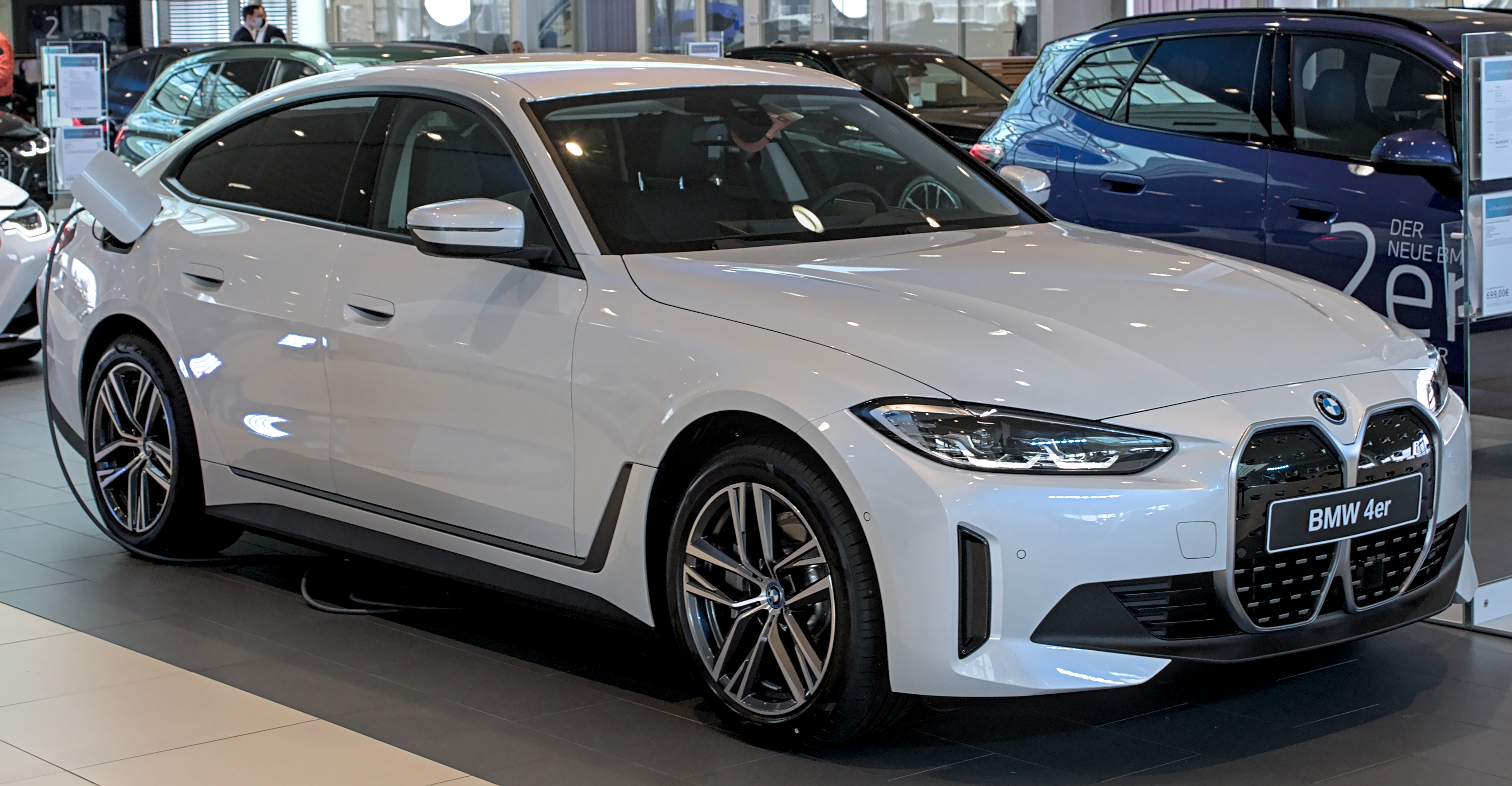
Elölnézetből
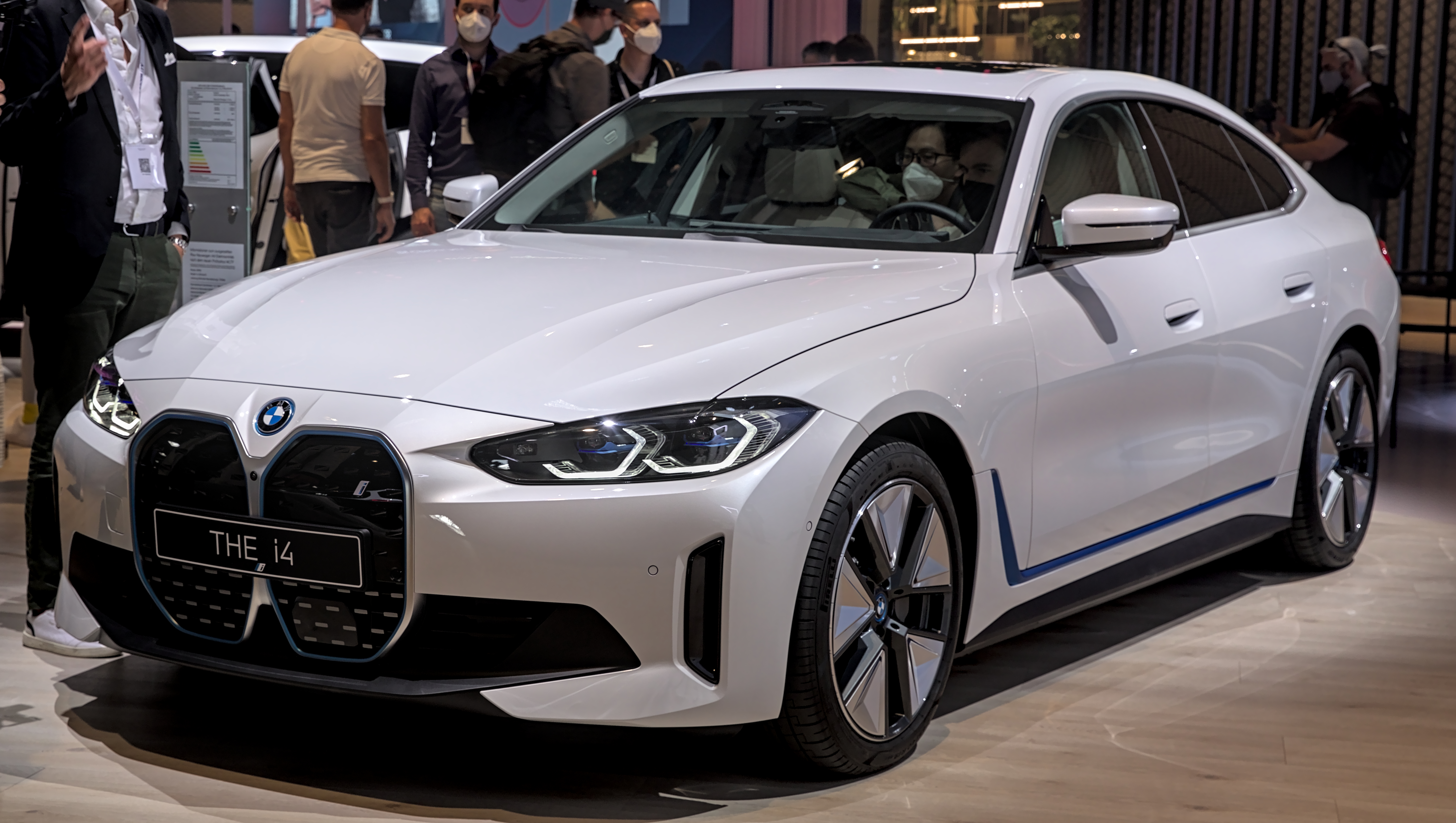
Elölnézetből
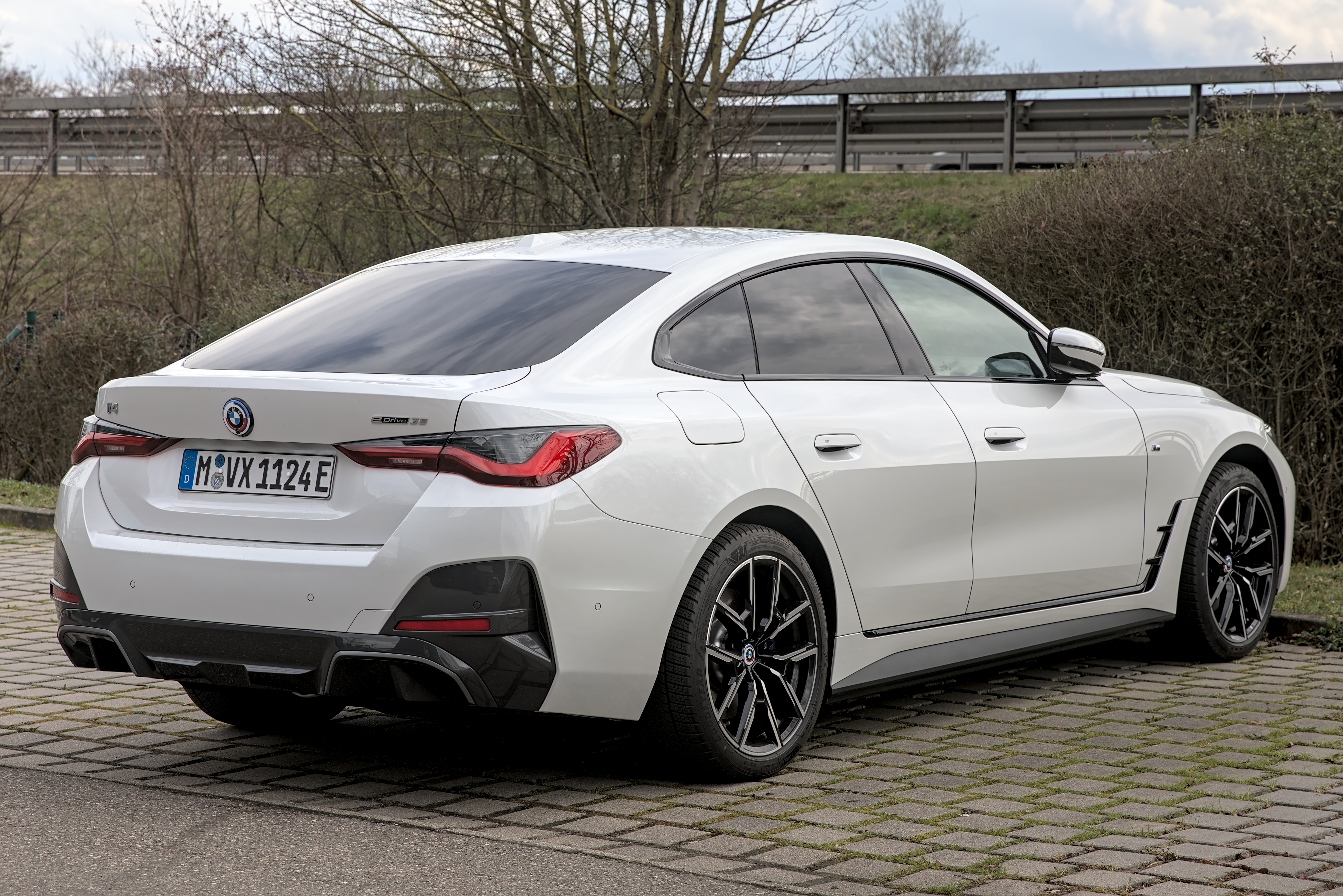
Hátulnézetből
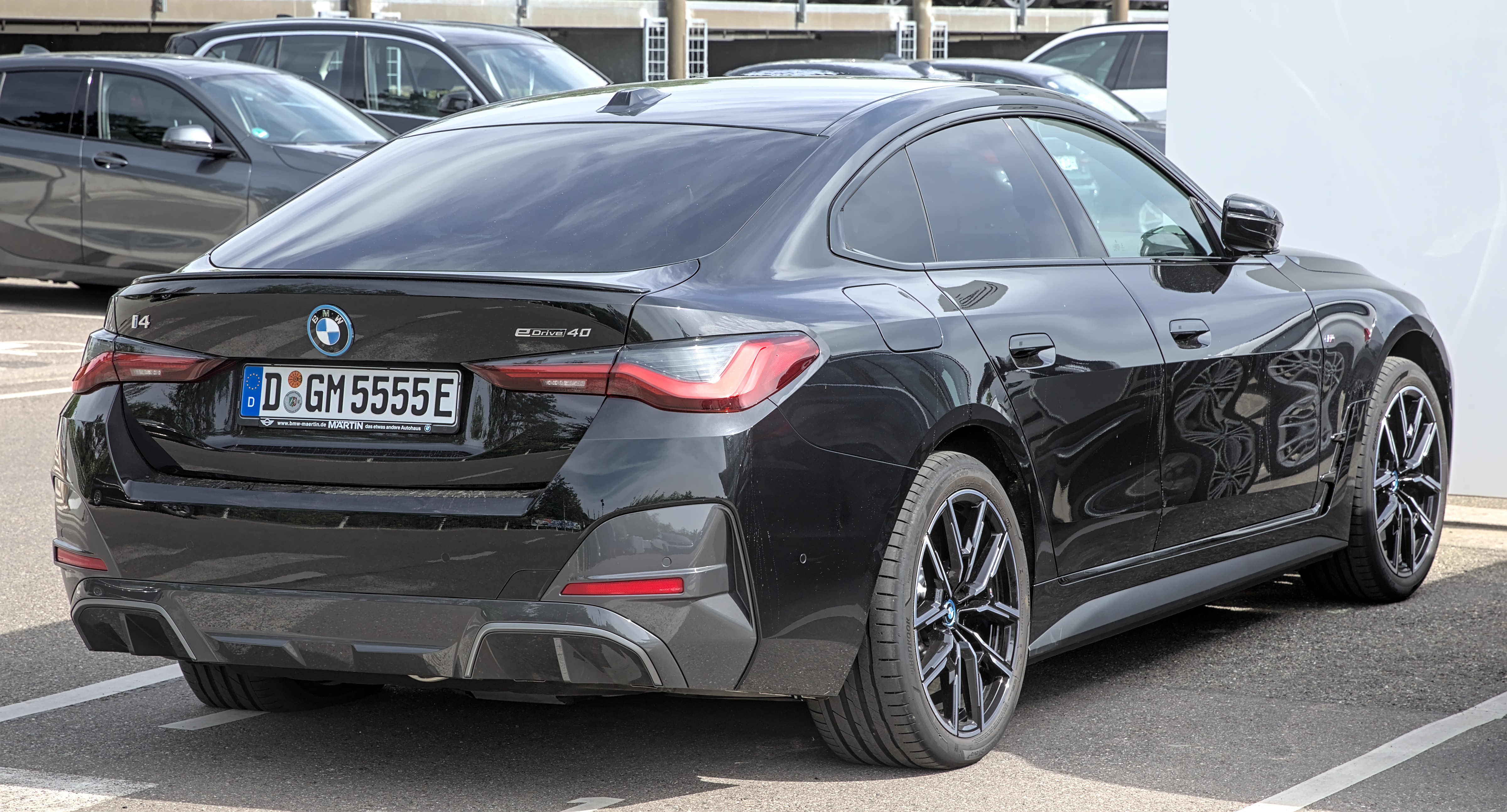
Hátulnézetből
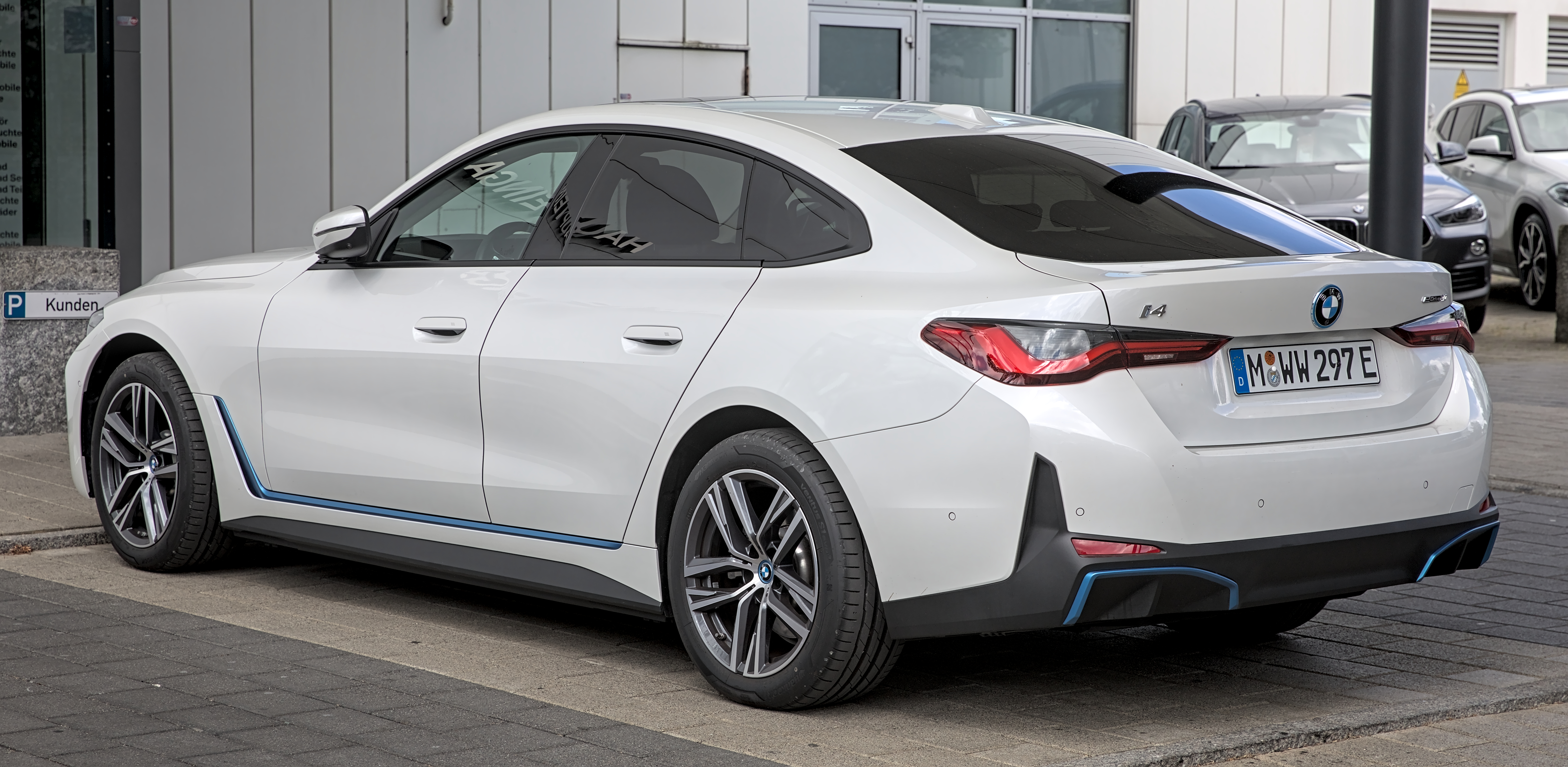
Hátulnézetből
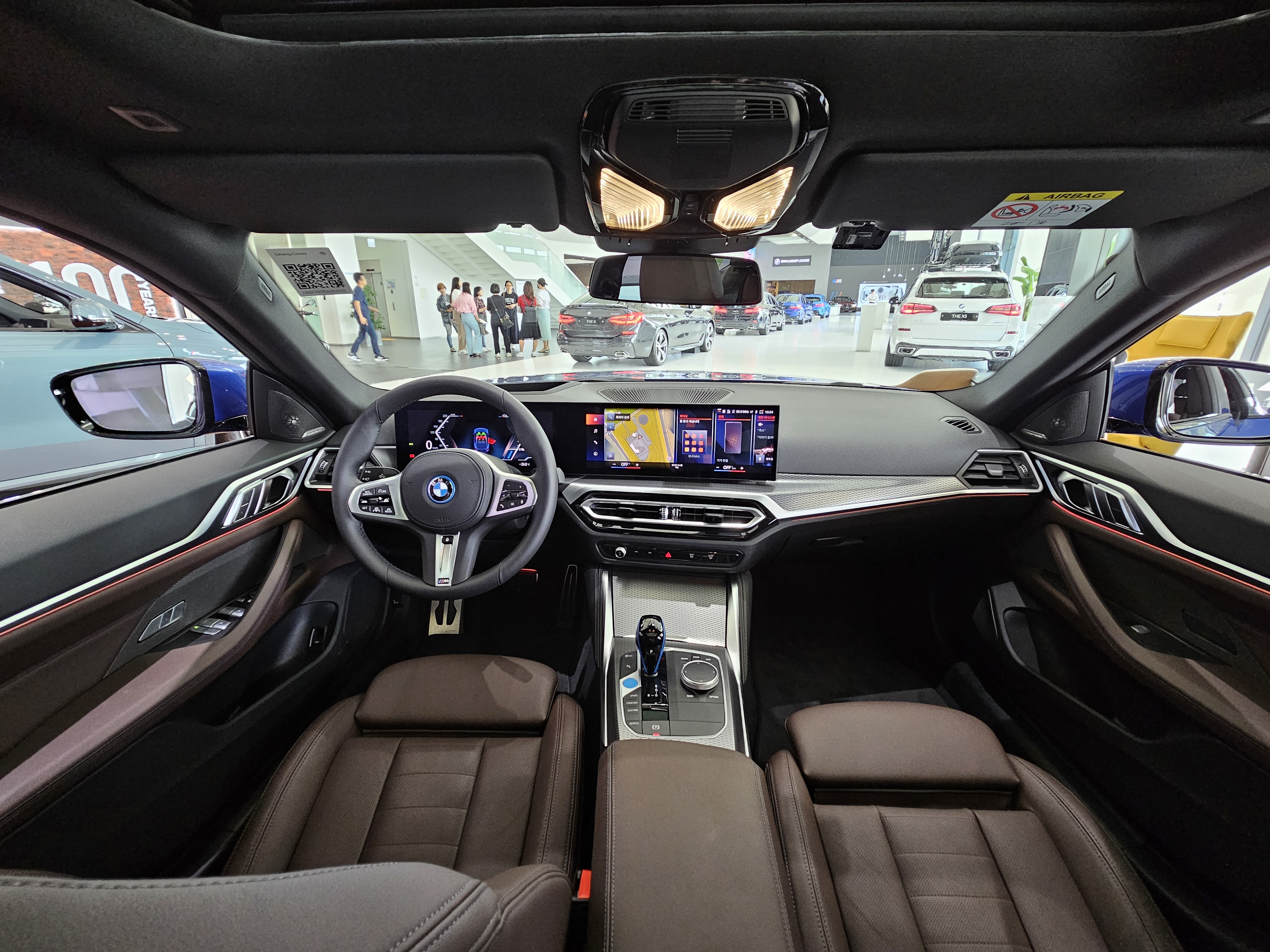
A BMW i4 belső tere
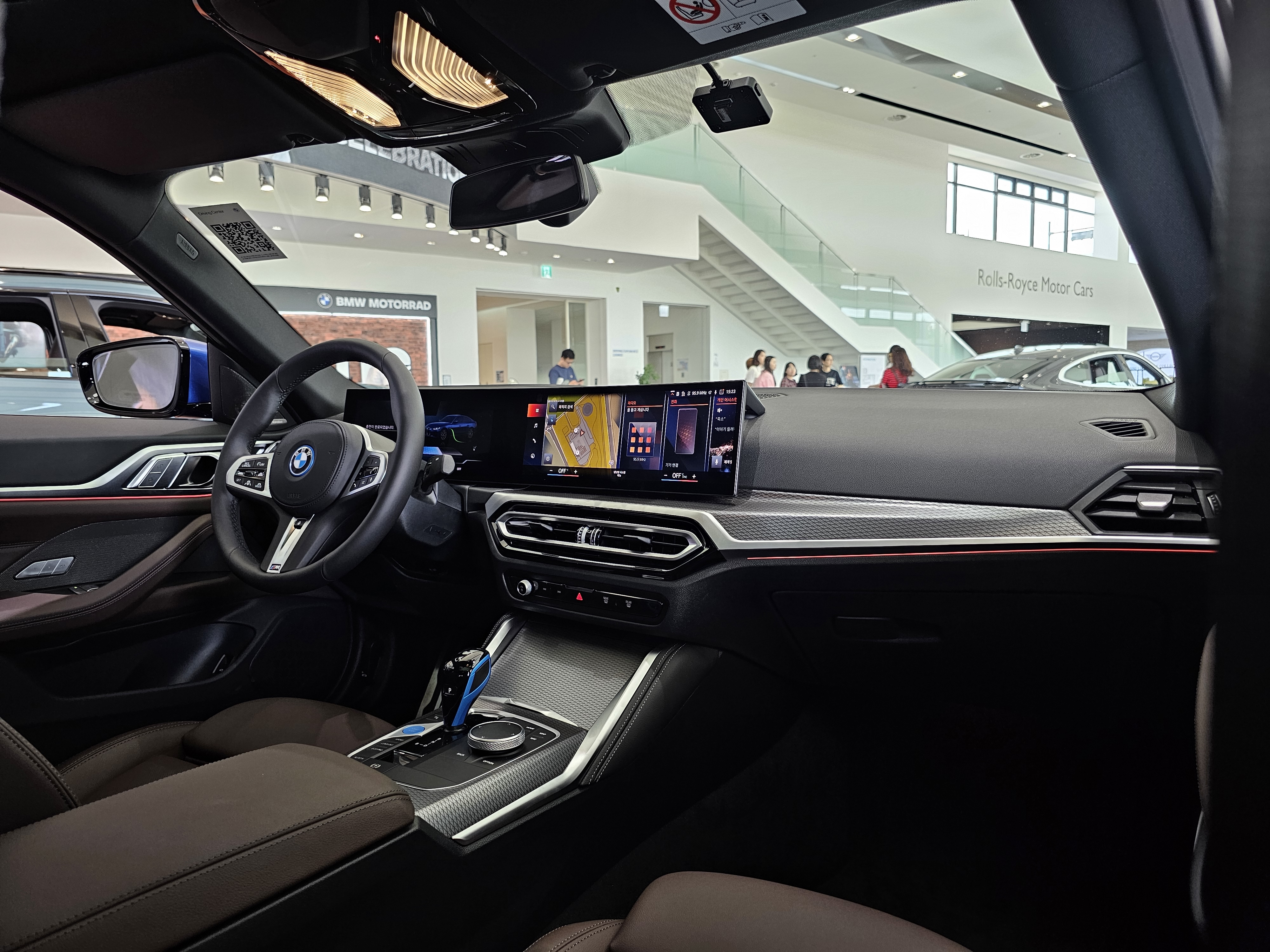
A BMW i4 belső tere
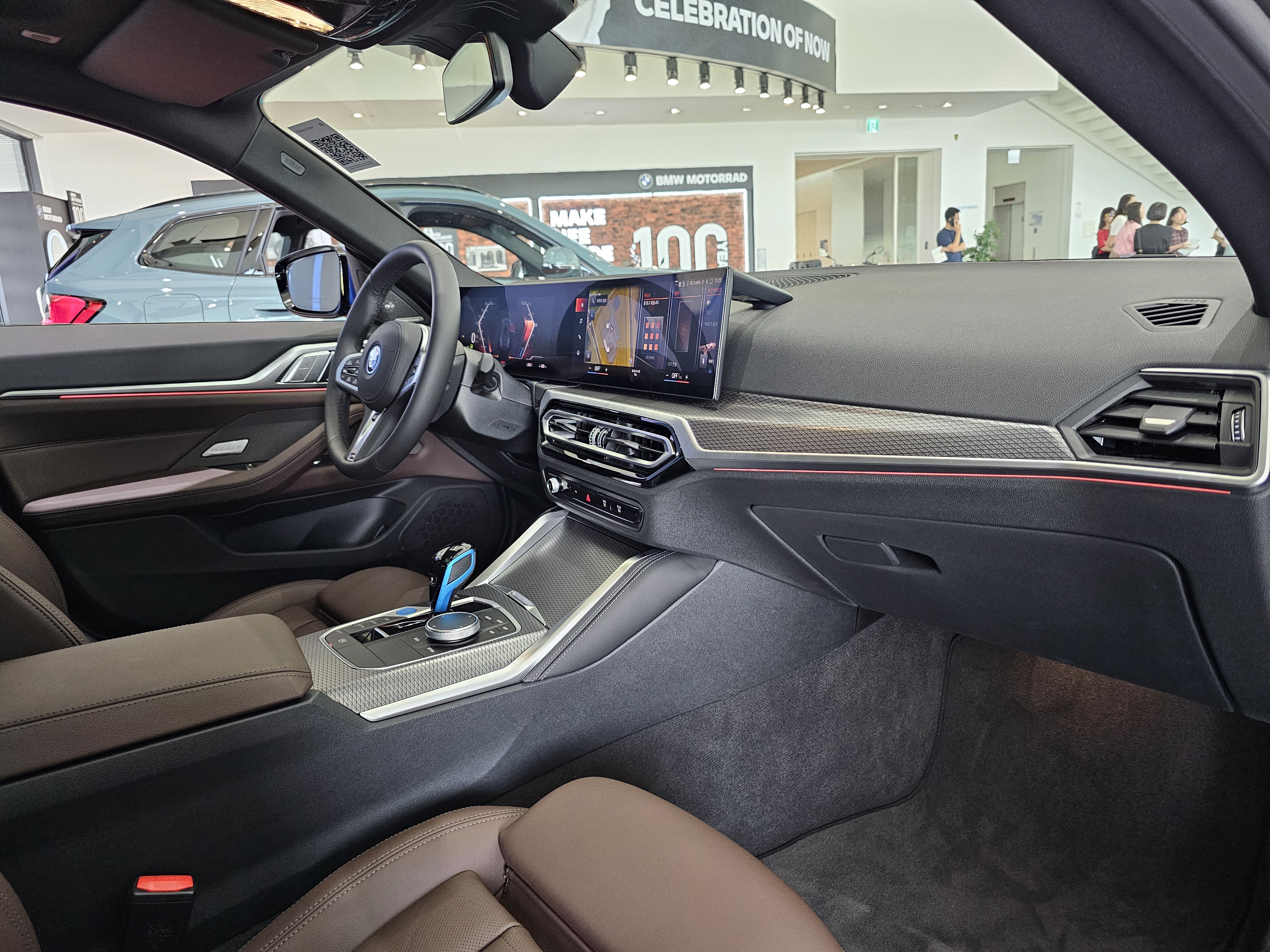
A BMW i4 belső tere
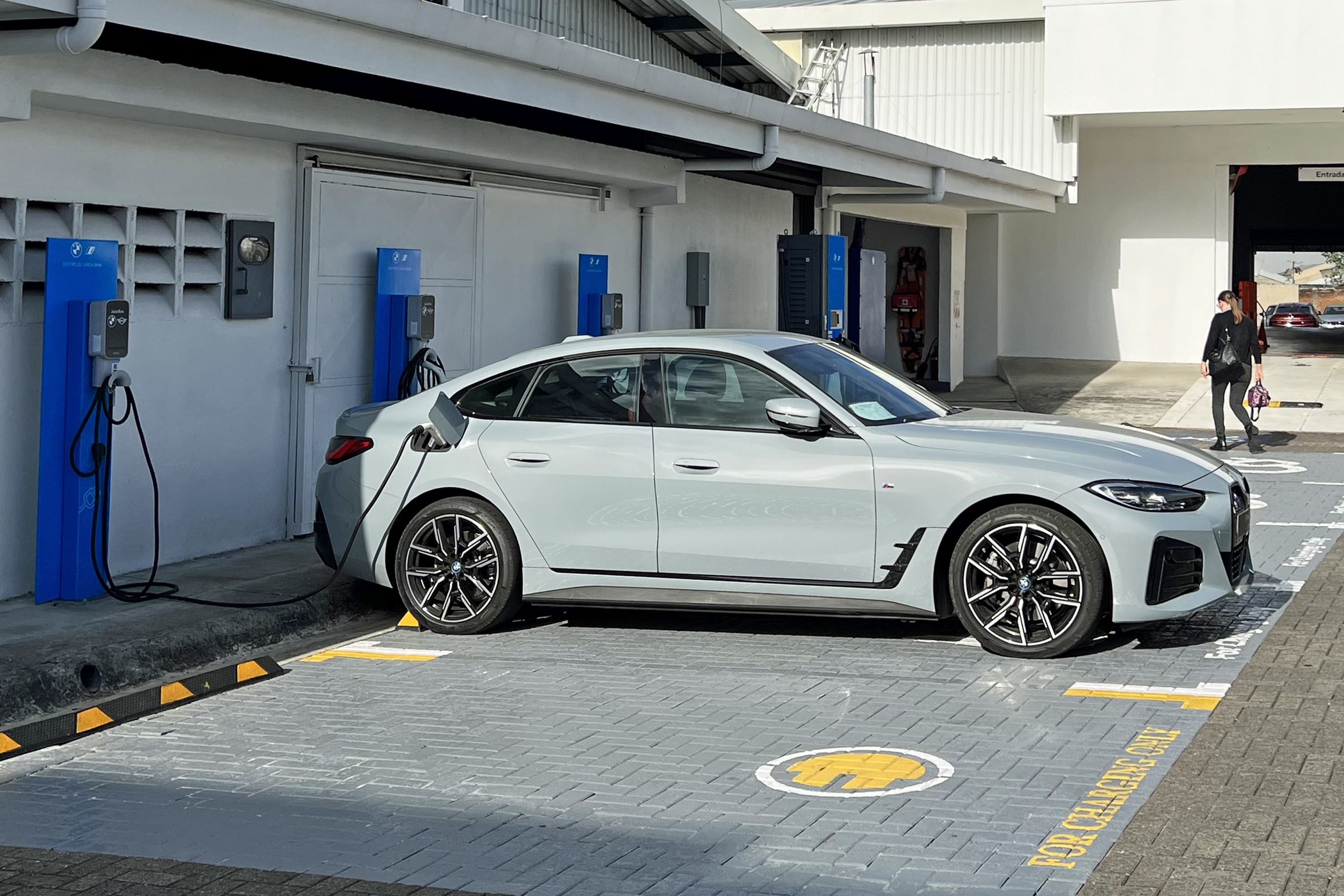
Egy BMW i4 töltés közben
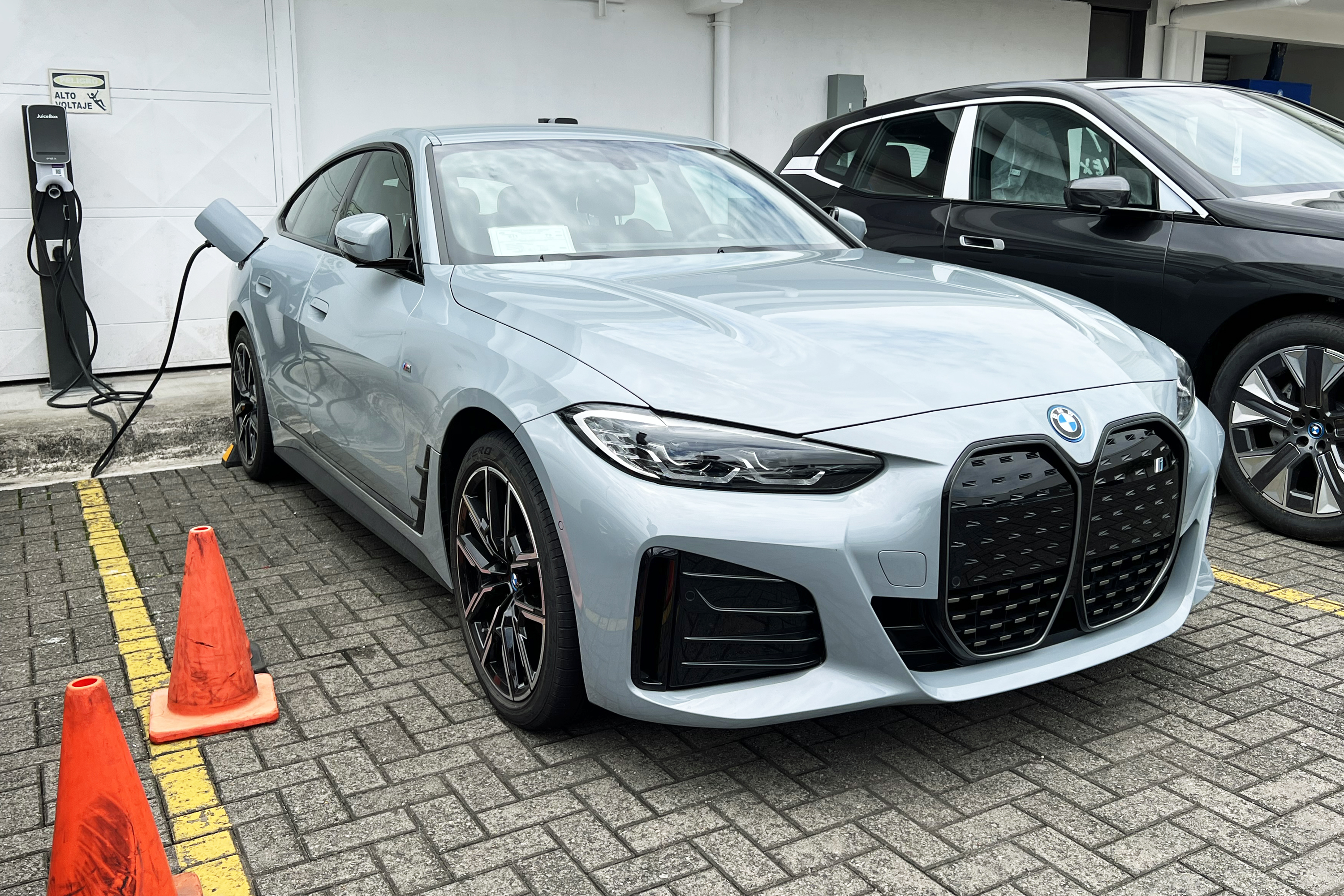
Egy BMW i4 töltés közben

### Erőátvitel
Az i4 elektromos meghajtó alkatrészét, töltőegységét és nagyfeszültségű akkumulátorát a BMW Group házon belül fejlesztette ki, így alkotva az ötödik generációs eDrive-rendszert. Az i4 hajtásláncának egyik figyelemre méltó műszaki jellemzője a csomagolása. Az elektromos motor, a sebességváltó és a teljesítményelektronika egyetlen komponensben található, ami lehetővé teszi az energiaátalakítás nagyobb hatékonyságát. A BMW emellett a ritkaföldfémek számának csökkentésére összpontosított az akkumulátorban és az elektromos motorrendszerben. A motor megépítéséhez egyiket sem használják (93 százalékos hatásfok), míg az akkumulátor kétharmadával kevesebb kobaltot használ fel, mint korábban. Maguk a motorok a tengelyekben helyezkednek el.

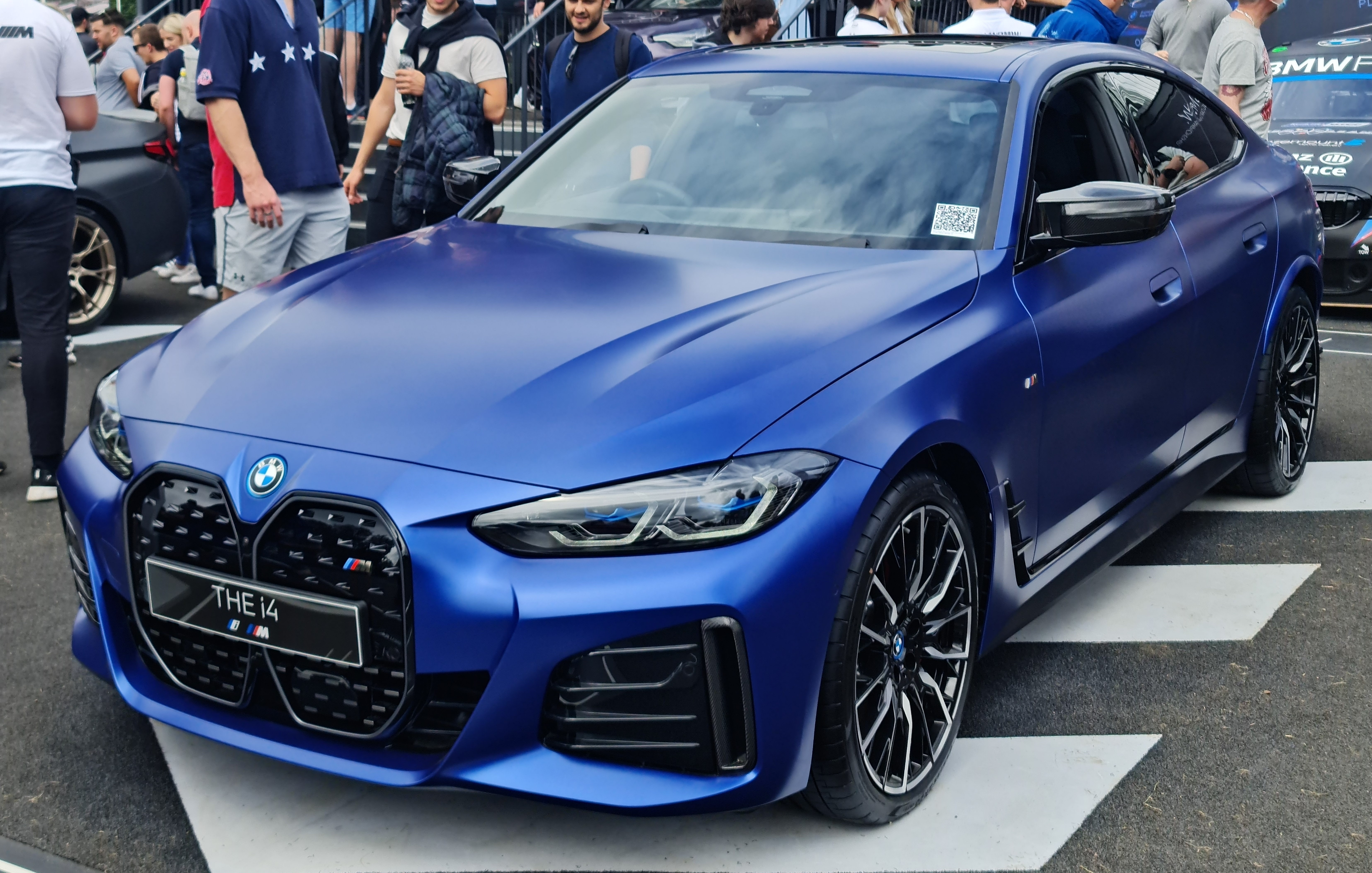
M50 az M Sport Package Pro csomaggal

Az i4 M50 maximálisan 195 kW-os, az i4 eDrive40 pedig 116 kW-os fékenergiát képes visszatáplálni. A három állítható regeneratív fékezési fokozat robusztus beállítást tartalmaz az egypedálos vezetéshez, míg a negyedik adaptív mód GPS-adatokat és vezetőt segítő rendszereket használ a regeneratív fékezés mértékének beállításához. Az eDrive40 egy hátsókerék-hajtású modell, ahol az erő egyetlen 250 kW (340 PS; 335 hp) -ből származik elektromosan gerjesztett szinkronmotor, amely a hátsó tengelyre van felszerelve. Az M50 túlnyomórészt hátsókerék-hajtású üzemmódban fut, így energiát takarít meg, és ezzel növeli a hatótávolságot. A nagyobb 230 kW-os a villanymotor hátul van, míg a kisebb 190 kW-os csak akkor lép működésbe, ha az első abroncsok teljesítményt igényelnek. Előmelegített akkumulátorral a fogyasztás 20 kWh/100 km vezetés téli hegyekben.

### Akkumulátor

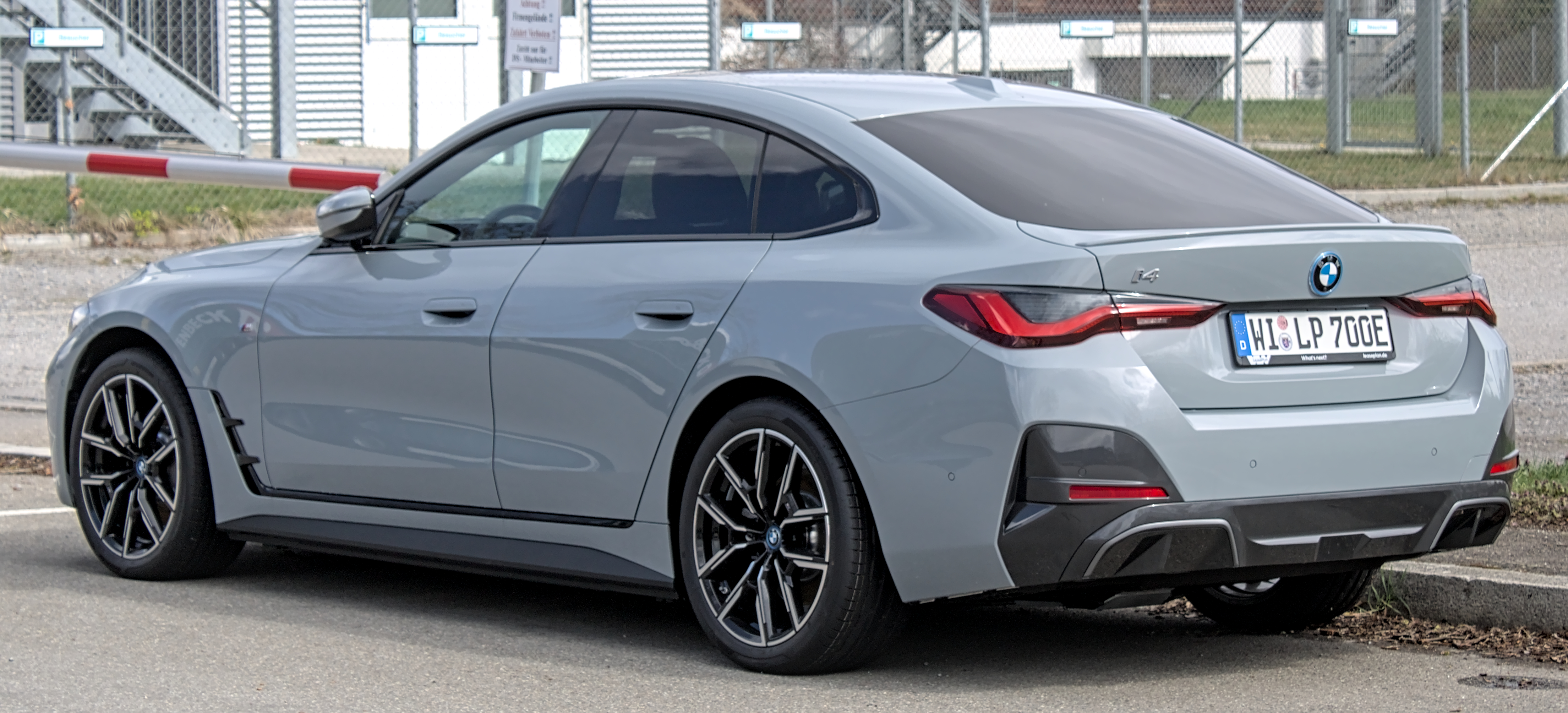
Hátulnézetből

Az i4 108 mm magas akkumulátora négy, egyenként 72 cellás modulból és három 12 cellás modulból áll, amelyek a padlólemezben helyezkednek el, és merevséget adnak az általános szerkezethez. Az akkumulátorház közvetlenül az első tengely segédkeretéhez csatlakozik, míg az akkumulátorcsomag 22 csavarral van a padlószerkezethez csavarozva. Az akkumulátornak egy további része is található a központi alagútban, azon a helyen, amelyet általában egy hajtótengely foglal el. Az akkumulátor feszültsége 400 V (üres) és 477 V (teli) között van, névleges feszültsége 430 V. Az i4 akkumulátorának 40 százalékkal nagyobb az energiasűrűsége, mint a BMW i3 120 Ah-s változatának.
Az ötödik generációs eDrive rendszer akár 200 kW DC gyorsaságú töltés is lehetséges. Az akkumulátor 31 perc alatt tölthető 80 százalékra, 10 perc töltés pedig 164 km-es út megtételére elegendő az i4 eDrive40 esetében, míg az i4 M50 esetében 140 km-re elegendő. 2-es szintű fali doboz használata váltakozó árammal és 11 kW töltési sebességgel az i4 kevesebb mint nyolc óra alatt képes 0-ról 100%-ra feltölteni az akkumulátort.
Az i4 integrált fűtési és hűtési rendszerrel rendelkezik, amely különféle tényezőket, például a környezeti hőmérsékletet és az út közbeni gyorstöltést figyelembe veszi, hogy előkondicionálja az akkumulátor hőmérsékletét. Ezt automatikusan nagy hatásfokú hőszivattyúkon keresztül teszi, amelyek akár 31 százalékkal növelheti a hatótávolságot városi forgalomban. Előmelegítés nélkül az akkumulátor töltése 75 kW-ra korlátozódhat hideg hőmérsékleten

## Felszerelés

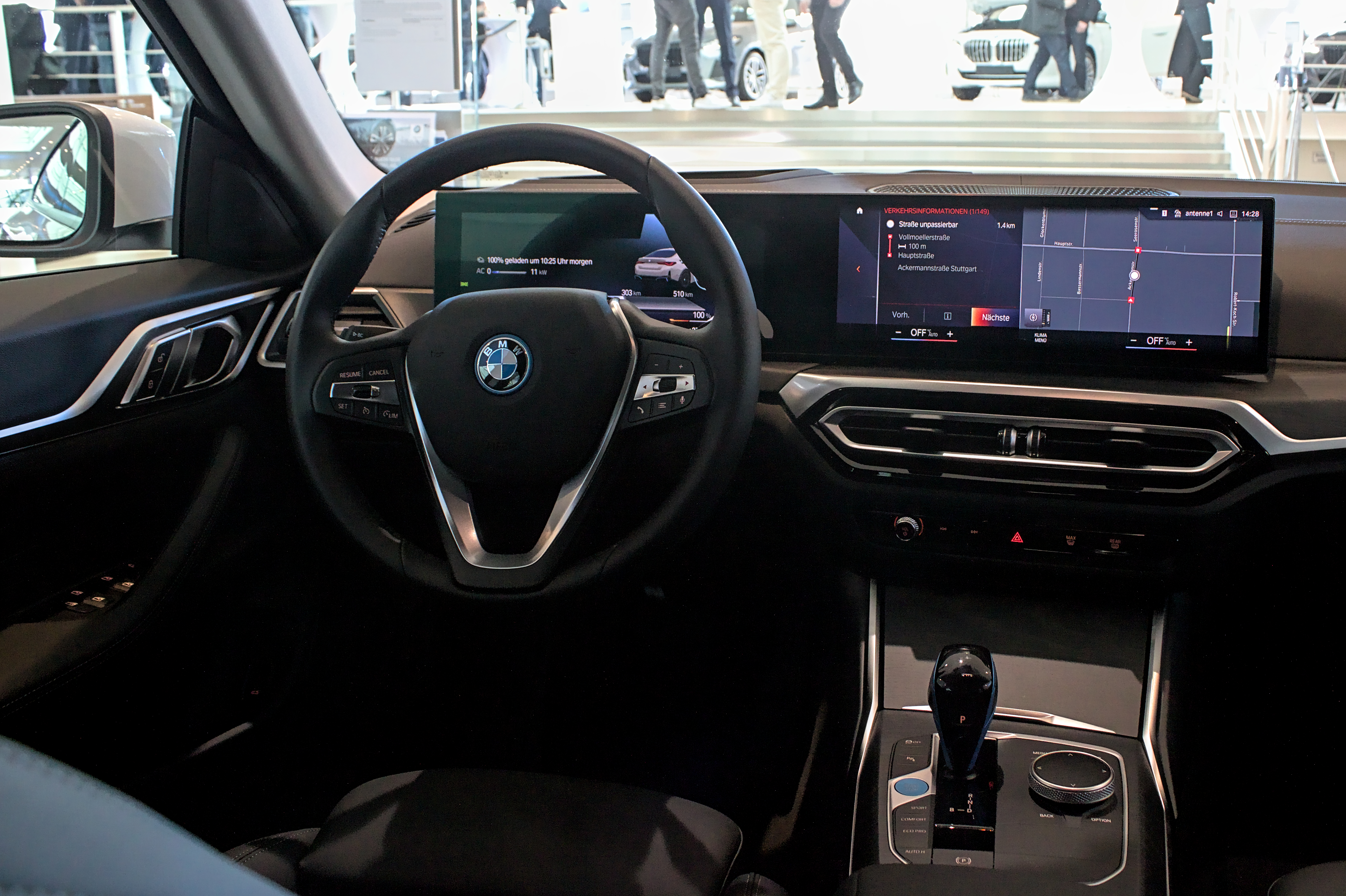
A BMW i4 belső tere

Minden modell rendelkezik az iDrive 8 információs és szórakoztató rendszerrel, beleértve a frissített hangvezérlésű asszisztenst és gesztusvezérlő rendszert, miközben az iDrive vezérlője is a középkonzolon található. Az interfész forrása a BMW Curved Display, amely egyesíti a 310 mm-es műszercsoportot és a 380 mm-es információs és szórakoztató rendszert egyetlen egységen belül újratervezett érintőfelülettel. Az iDrive 8 rendszer Apple CarPlay és Android Auto képességekkel rendelkezik, amelyek kompatibilisek az 5G mobiltechnológiával, miközben harmadik féltől származó kommunikációs és zenei streamelési alkalmazásokat is integráltak a rendszerbe. Az éteren keresztüli funkcionalitás megnövekedett, és olyan vezetési funkciók frissítéseit tartalmazza, mint a vezetési asszisztens és a félautonóm funkciók. Az utastérben számos környezeti megvilágítási elem található, amelyek színe a vezetési módtól függően változik. Az iDrive 8 rendszer integrálva van az új My BMW App okostelefonokhoz.

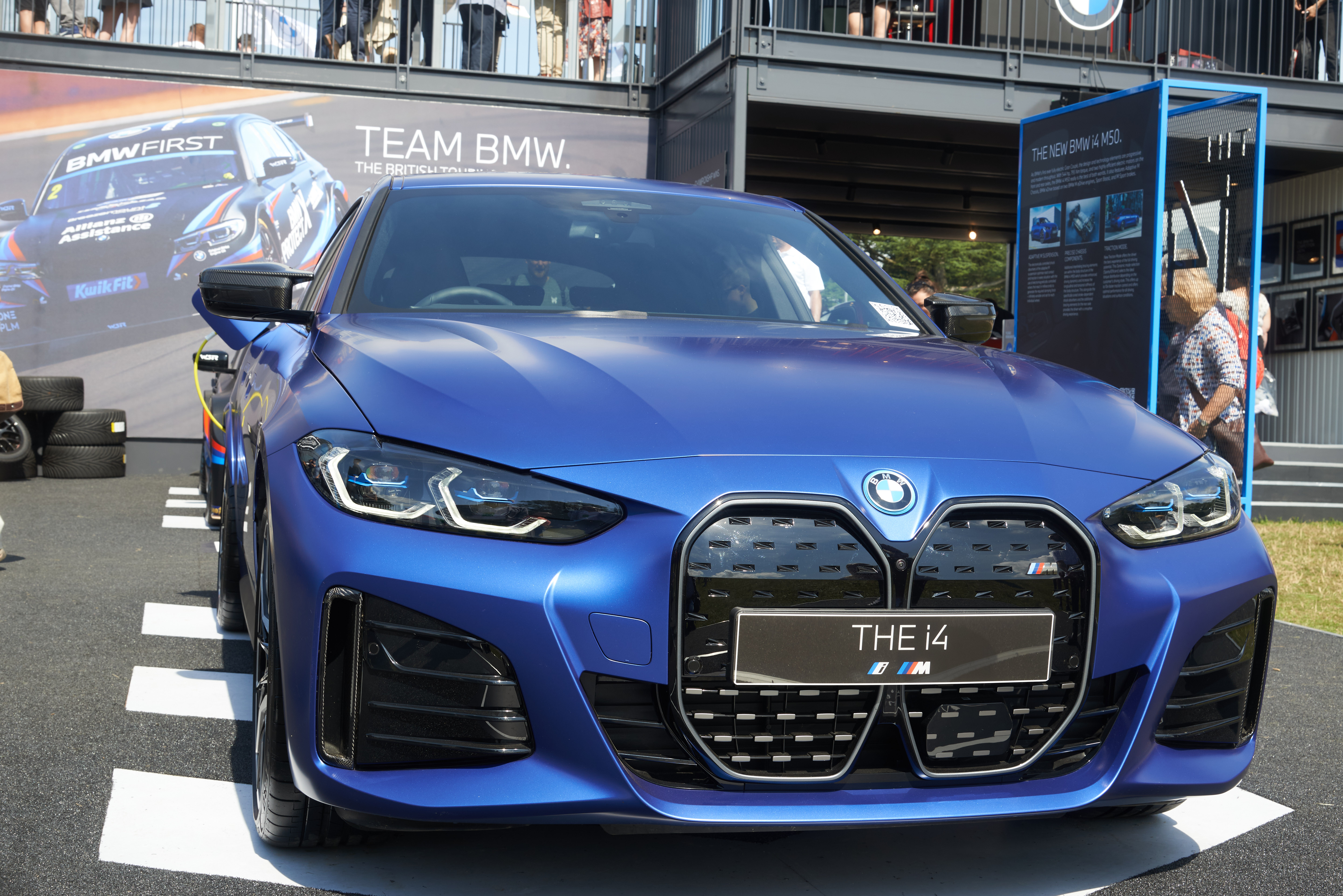
Elölnézetből

Az alapfelszereltség része a többfunkciós gombokkal és sportülésekkel ellátott sportkormány, a háromzónás klímaberendezés, a szélvédő akusztikus üvegezése, az előfűtés és az előkondicionálás, valamint az elektronikusan működtetett csomagtérajtó. Az opcionális felszerelések közé tartozik például az ülésfűtés és a szellőzés, az M Sport Package Pro, a környezeti világítás és az üveg toló-/ billenőtető . Opcióként M Carbon külső csomag és M Performance Parts is rendelhető. Az i4 alapfelszereltségként 10 hangszórós audiorendszert kínál 205 wattos erősítővel, míg a Harman Kardon rendszer 16 hangszóróval és digitális hétcsatornás erősítővel opcionális lehetőség. A teljes LED-es fényszórók és a hátsó lámpák az alapfelszereltség része, bár az előbbiek adaptív egységekre bővíthetők BMW Laserlight és BMW Selective Beam funkcióval. 17 hüvelyk és 20 hüvelyk közötti kerékméretben kapható, alapkivitelben szélesebb hátsó gumikkal.
A BMW i4 akusztikus gyalogosvédelmi rendszerrel rendelkezik, amely mesterségesen előállított hang (beleértve az opcionális hamis motorhangokat is), amelyet a külső hangszórók produkálnak, és 21 km/óráig aktívak Európában, míg km/óráig az Egyesült Államokban. Ezenkívül akár 40 vezetőtámogató rendszerrel is rendelkezik, amelyek lehetővé teszik a 2-es szintű félautonóm vezetést. Alapfelszereltségű vezetőtámogató rendszerek, beleértve a sávelhagyásra figyelmeztető rendszert, az intelligens sebesség-adaptációt, az ütközés-figyelmeztetést fékezési beavatkozással, az első és a hátsó parkolóérzékelőket és a tolató kamerát. Opcionálisan választható a Driving Assistance Professional csomag, amely adaptív sebességtartó automatikát (Stop and Go), sávtartási asszisztenst az oldalsó ütközések elkerülésével és automatikus hátsó vészfékezéssel egészít ki. Az opcionális parkolási asszisztens rendszer háromdimenziós, 360 fokos képet jelenít meg az autóról és környezetéről. A maximális vontatási kapacitás 1600 kilogramm, és további 75 kilogramm tetőterhelés is lehetséges.
Az M Performance alkatrészek 35-40 modellre szerelhetők az M Sport Trimbe és az összes M50 modellbe. Ezek közé tartoznak a szénszálas tükrök, a légterelő, a hűtőrács burkolat, az elosztó, a diffúzor, a hátsó lökhárítókárpit, az első szellőzőnyílások és a sebességváltó kar, az M felnik, a belső alcantara, a sportkormány és a sportülések.

## Modellek
A BMW i4 bevezetéskor bemutatott modelljei közé tartozik a nagy teljesítményű M50 kétmotoros xDrive összkerék-rendszerrel, a BMW motorsport részlegének első akkumulátoros elektromos járműve, valamint az egymotoros, hátsókerék-hajtású eDrive40. 2022 augusztusában adták hozzá az eDrive35 RWD alapmodellt, amely ugyanazzal az akkumulátorral és villanymotorral rendelkezik, mint a Kínában forgalmazott BMW i3.
| Modell                              | eDrive35 | eDrive40 | M50 |
| Erőátvitel                          | Hátsó motoros hátsókerék-hajtás (RWD) | Hátsó motoros hátsókerék-hajtás (RWD) | Kétmotoros összkerékhajtás (xDrive) |
| ----------------------------------- | --- | --- | --- |
| Elérhetőség                         | 2022. augusztus óta | 2021. november óta | 2021. november óta |
| Akkumulátor kapacitás (használható) | 70,2 kWh (66 kWh) | 83,9 kWh (81,5 kWh) | 83,9 kWh (81,5 kWh) |
| Hatótávolság                        | 418 km EPA | 493–590 km WLTP | 416–521 km WLTP |
| Motor                               | 3 fázisú elektromos gerjesztésű szinkron villanymotor (ESM) hátul | 3 fázisú elektromos gerjesztésű szinkron villanymotor (ESM) hátul | Háromfázisú elektromos gerjesztésű szinkron villanymotor (ESM) elöl és hátul                                                                                         |
| Teljesítmény (maximális)            | 210 kW | 250 kW | 400 kW |
| Nyomaték (maximális)                | 400 Nm | 430 Nm | 795 Nm |
| Gyorsulás (0–100 km/óra)            | 5,8 másodperc | 5,7 másodperc | 3,9 másodperc |
| Maximális sebesség                  | TBA | 190 km/óra | 225 km/óra |
| DC gyorstöltési (DCFC) sebesség     | DC 180 kW-ig CCS Combo 2-n keresztül | DC 200 kW-ig CCS Combo 2-n keresztül | DC 200 kW-ig CCS Combo 2-n keresztül |
| AC fedélzeti töltési sebesség       | AC 11 kW J1772-n (Észak-Amerika) vagy 3 fázisú AC 11 kW 2 -es típuson keresztül (máshol)                                                                             | AC 11 kW J1772-n (Észak-Amerika) vagy 3 fázisú AC 11 kW 2 -es típuson keresztül (máshol)                                                                             | AC 11 kW J1772-n (Észak-Amerika) vagy 3 fázisú AC 11 kW 2 -es típuson keresztül (máshol)                                                                             |
| Csomagtartó                         | 1290 liter maximális térfogat lehajtott hátsó ülésekkel és hátsó csomagtartóval. 470 liter hátsó csomagtartó + 38 liter a hátsó csomagtartó alatt a töltőkábelekhez. | 1290 liter maximális térfogat lehajtott hátsó ülésekkel és hátsó csomagtartóval. 470 liter hátsó csomagtartó + 38 liter a hátsó csomagtartó alatt a töltőkábelekhez. | 1290 liter maximális térfogat lehajtott hátsó ülésekkel és hátsó csomagtartóval. 470 liter hátsó csomagtartó + 38 liter a hátsó csomagtartó alatt a töltőkábelekhez. |
| Súly (EU)                           | TBA | 2125 kg | 2290 kg |

## Biztonság

### Euro NCAP
Az i4 az európai konfigurációjában 4 csillagot kapott az Euro NCAP-tól 2022-ben.

## Vélemények és fogadtatás
2022 decemberében a Bloomberg a BMW i4-et a Tesla Model 3 ideális helyettesítőjének nevezte az Elon Muskkal nem szimpatizáló emberek számára.

## Koncepcióautók
A BMW i4 előzménye két koncepcióautó: a BMW i Vision Dynamics (2017) és a BMW Concept i4 (2020), valamint a Vision Next 100 (2016).

### BMW i Vision Dynamics (2017)
Az eredeti BMW i Vision Dynamics koncepció a 2017-es Frankfurti Autószalonon debütált, és a rugalmas CLAR platformra épült, nem pedig szénszálas szerkezetre, mint az akkori i3 és i8 elektromos modelleknél. Az i Vision Dynamics koncepció utalást adott a BMW arra irányuló szándékára, hogy egy közepes méretű, négyajtós elektromos kupét készítsen. Egyetlen villanymotor hajtotta a hátsó tengelyen. Az autó 4 másodper alatt gyorsult 100 km/órás sebességre, végsebessége pedig meghaladta a 200 km/órás sebességet. A BMW hatótávolsága az i Vision Dynamics esetében 600 km volt az európai WLTP cikluson. Az i Vision Dynamics tervezése a 2016-os Vision Next 100 tanulmányon alapult.
Bár a belső teret még nem fejezték be, a BMW nagyszerű kilátást ígért kifelé az „üvegnek a fő karosszériába való beépítésével”. Ellentmondásos, hogy az i Vision Dynamics a duplaveserács átdolgozását tartalmazta, amely számos érzékelőt lefedett. A BMW a jogi környezettől függően úgy vélte, hogy olyan sorozatgyártású autó bevezetését tűzték ki célul, amely képes a 3. vagy 4. szintű autonóm vezetésre, amely a körülményektől függően eltérő emberi közreműködést igényel.
A szériaváltozatot a 2018-as Genfi Autószalonon jelentették be BMW i4 néven. A 2018-as Párizsi Autószalonon a BMW megerősítette, hogy az i4 megjelenési éve 2021.
A fényszóró-kialakítást 2022-ben mutatták be a G70 7-es sorozaton és a megújult G07 X7-en, míg a hátsó lámpák kialakítását 2019-ben az F44 2-es Gran Coupé és a G06 X6 esetében.

BMW i Vision Dynamics koncepcióautó – Frankfurti Autószalon, 2017
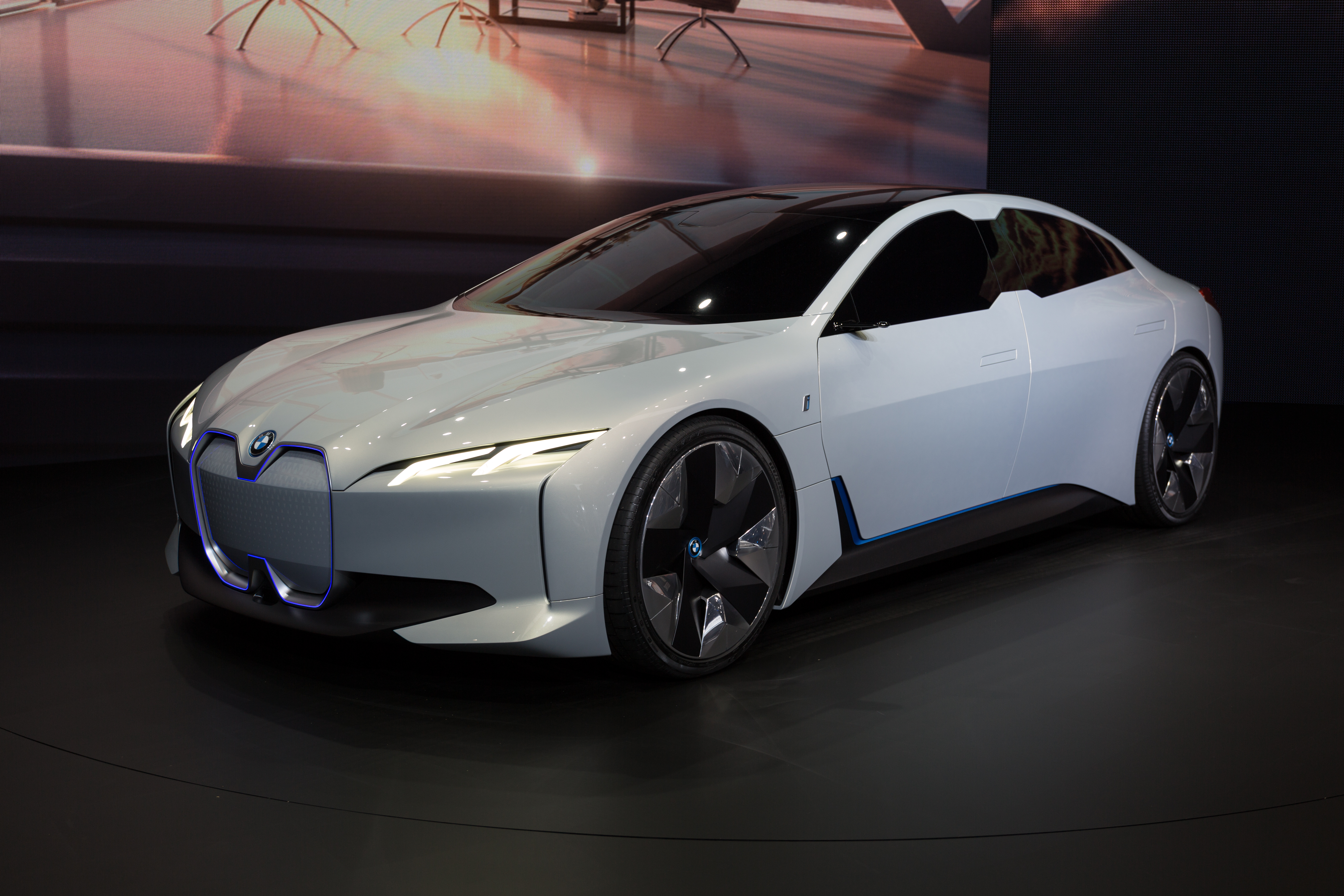
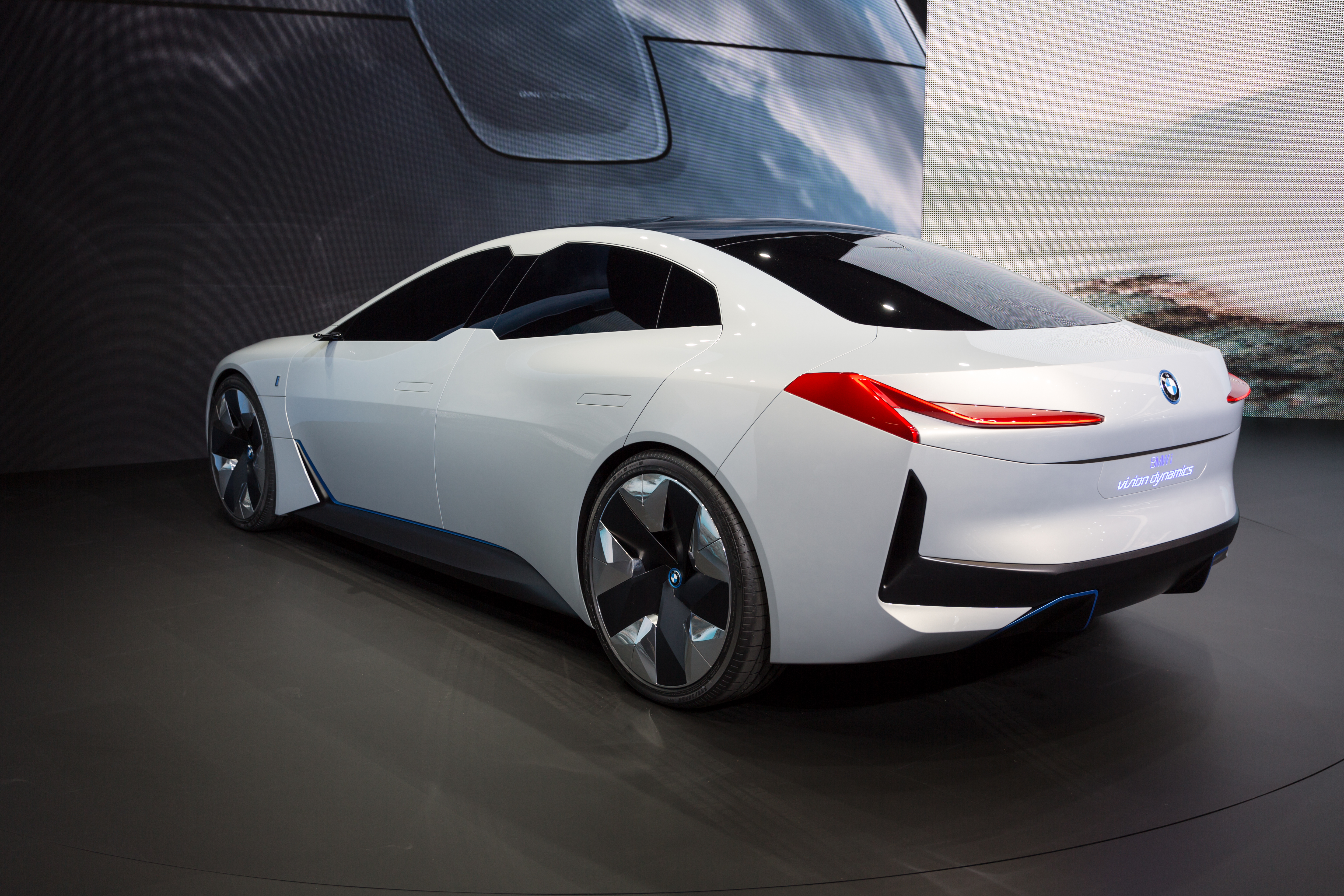

### BMW Concept i4 (2020)
A BMW Concept i4-et 2020 márciusában mutatták be, és megismételte az i4 specifikációit, amelyeket a 2019 novemberi Los Angelesi Autószalonon osztottak be. A Concept i4 tervezési nyelve jobban hasonlított a sorozatgyártású modellre, mint az i Vision Dynamicsra, és megerősítette, hogy az i4 a G26 4-es Gran Coupé teljesen elektromos változata. Az egyetlen hátsó motort 390 kW-osra tervezték, amely megegyezik volt a BMW egyik V8-as belsőégésű motorjával, bár a média kételkedett ebben az állításban, mivel a V8-asok egy xDrive rendszerhez csatlakoznak. Tisztázták, hogy az i4 az EPA által 435 km-re becsült hatótávolsággal érkezik 80 kWh-s akkumulátorcsomagról, bár a sorozatgyártású modell EPA-besorolási tartománya 483 km.

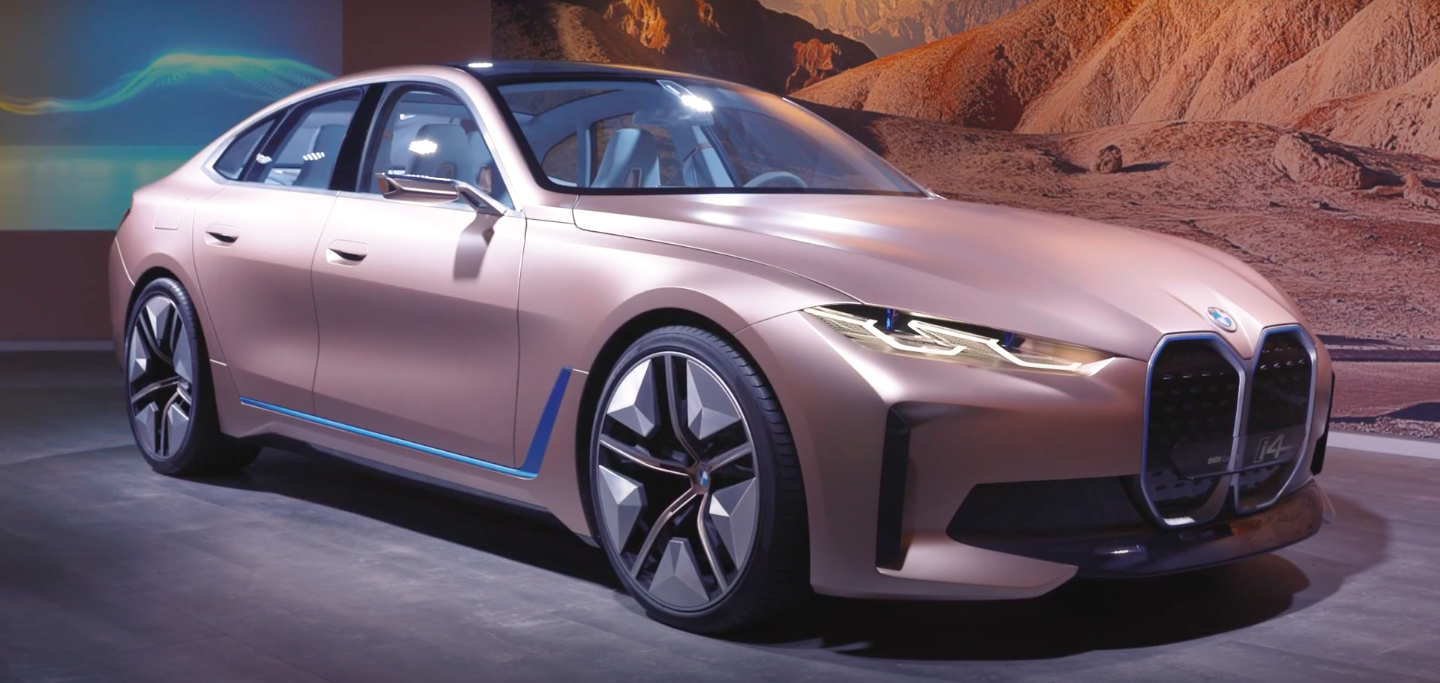
A BMW Concept i4 a Vision Dynamics továbbfejlesztése volt.

A BMW Concept i4 az i Vision Dynamics tanulmányautó 2017-es továbbfejlesztése volt. Az arányok klasszikus kupéra jellemzőek voltak, hosszú tengelytávval, gyorshátú tetővonallal és rövid túlnyúlással. A külső dizájn sima vonalaival és letisztult felületeivel egyszerű maradt „a vezetési élmény dinamikus hangulatának szándékos ellenpontjaként”. A fedett hűtőrács elsősorban „intelligens panelként” szolgált, amely az autonóm vezetést szolgáló különféle érzékelőket tartalmazta.
A koncepcióautó feszített tengelytávval rendelkezett, és a BMW azt állítja, hogy rengeteg helyet kínál az utastérben. A rendkívül futurisztikus és minimalista belső teret a vezető felé hajlított BMW ívelt kijelző uralta, amely a legújabb BMW 8-as operációs rendszert tartalmazza. További figyelemre méltó jellemzők közé tartozik az üvegtető, a szövet és bőr keveréke az ülésekben és a műszerfalban bronz és króm lámpatestekkel, valamint az érintési pontok kristályszerű műanyagra cseréje.

## Fordítás
Ez a szócikk részben vagy egészben  a   BMW i4 című angol Wikipédia-szócikk ezen változatának fordításán alapul.  Az eredeti cikk szerkesztőit annak laptörténete sorolja fel. Ez a jelzés csupán a megfogalmazás eredetét és a szerzői jogokat jelzi, nem szolgál a cikkben szereplő információk forrásmegjelöléseként.